# Hugh Chisholm
Hugh Chisholm (/ˈtʃɪzəm/), né le 22 février 1866 à Londres et mort le 29 septembre 1924 dans la même ville, est un journaliste et encyclopédiste britannique,.

## Biographie
Hugh Chisholm est né à Londres, fils de Henry Williams Chisholm (1809-1901), directeur à la Commission du Commerce. Il étudie à Christ Church de l'université d'Oxford et obtient son diplôme en Literae Humaniores en 1888.
Il travaille pour The St James's Gazette en tant que rédacteur en chef adjoint à partir de 1892, avant d'être nommé rédacteur en chef en 1897. Il rédige également de nombreux articles sur des sujets politiques, financiers et littéraires, devenant un critique littéraire et publiciste conservateur reconnu.
Employé en 1899 à The Standard comme éditorialiste en chef, il rejoint en 1900 The Times, en tant que coéditeur avec Sir Donald Mackenzie Wallace (1841-1919) et Arthur Twining Hadley (1856-1930), président de l'Université Yale, des onze volumes de la 10e édition de l'Encyclopædia Britannica. En 1903, il devint rédacteur en chef de la 11e édition, achevée sous sa direction en 1910, et publiée en 1911 par Cambridge University Press en 29 volumes.
Il est rédacteur financier pendant la Première Guerre mondiale, démissionnant en 1920 pour se lancer dans la rédaction des trois volumes de la 12e édition de l'Encyclopædia Britannica, publiée en 1922.